# Tecla de dirección
Las teclas de dirección, teclas de navegación, teclas de movimiento del cursor o flechas de dirección, son las teclas de un teclado que sirven para mover el cursor en una dirección específica. 
También sirve para desplazarse con el cursor hacia cualquier parte de la pantalla del computador.  
El término "tecla de movimiento de cursor" es distinto al de "flecha de dirección", en el sentido de que las teclas de movimiento se pueden referir a cualquier grupo de teclas de un teclado de ordenador a las cuales se les ha asignado la función de mover el cursor, mientras que las flechas de dirección normalmente se refiere a una de las cuatro teclas específicas marcadas con flechas.

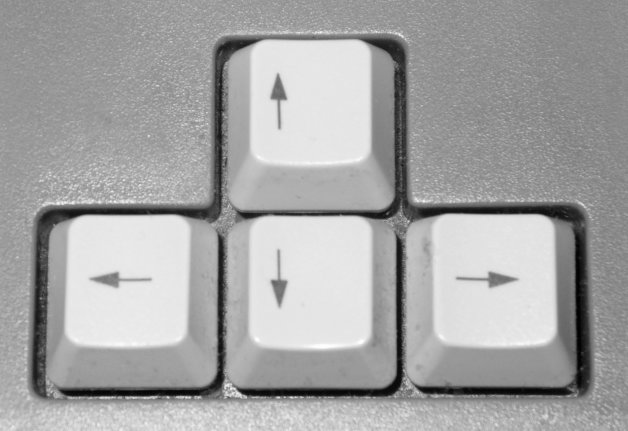
Las flechas de dirección normalmente están situadas en la parte inferior del teclado al lado del teclado numérico.

Las flechas de dirección normalmente están situadas en la parte inferior del teclado al lado del teclado numérico, normalmente colocadas en una distribución de T invertida pero también se pueden encontrar colocadas formando un diamante. Las flechas de dirección se usan normalmente para moverse por documentos y para la utlidad de muchos juegos. Antes de que se extendiese el uso del ratón de ordenador, las teclas de dirección eran la principal forma de mover el cursor en la pantalla. MouseKeys es una funcionalidad que tienen algunos programas que permite controlar un cursor de ratón con las teclas de dirección. El uso de las teclas de dirección en los juegos ha pasado de moda desde finales de los 80 y principios de los 90 cuando los joysticks fueron una necesidad y fueron usados en su lugar. 
La distribución invertida fue popularizada por el teclado LK201 de Digital Equipment Corporation en 1982. 
Algunos ordenadores de 8 bits de Commodore usaban dos teclas en vez de cuatro, seleccionando la dirección usando la tecla shift. 

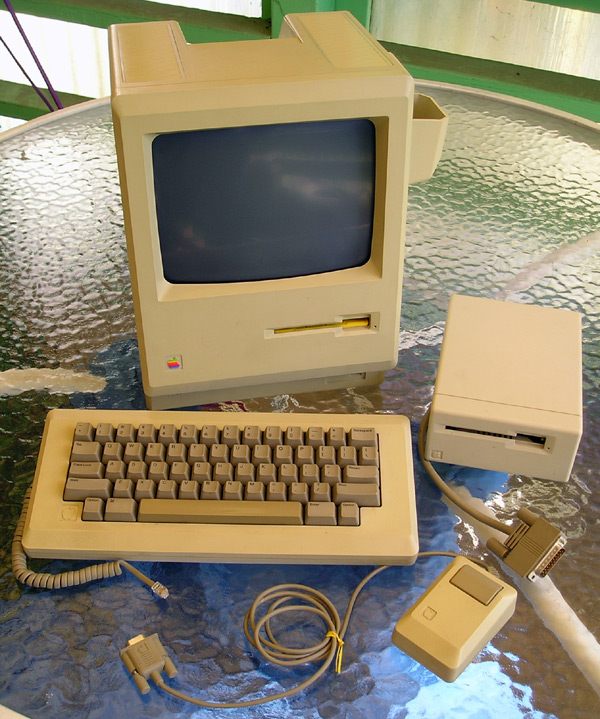
El Apple Mac original no tenía teclas de dirección.

El Apple Macintosh original no tenía teclas de dirección por la insistencia de Steve Jobs, que pensaba que la gente debía usar el ratón en su lugar. Las teclas de dirección fueron incluidas después en los teclados de Apple. Los primeros modelos con teclas de dirección pero sin sección intermedia (Home, End, etc.) las colocaban en una línea debajo de la tecla Shift derecha, versiones posteriores tenían el orden normal de T invertida, o en el medio del teclado numérico o como teclas de media altura en la parte inferior derecha del teclado principal.